# Onymacris unguicularis
Onymacris unguicularis is een keversoort uit de familie van de zwartlijven (Tenebrionidae). De kever is endemisch in de Namibwoestijn in Zuidelijk Afrika.

## Kenmerken
Onymacris unguicularis leeft in de kuststreek van de woestijn, waar in de ochtend mist vanaf de zee landinwaarts wordt geblazen. Boven op de duinkammen verzamelt de kever dit vocht door zijn achterlijf in de richting van de wind omhoog te steken. De mist condenseert op het gegroefde oppervlak van zijn dekschilden en vloeit omlaag, zodat de kever het op kan drinken.
Ook andere kevers uit het geslacht Onymacris hebben een vergelijkbare levenswijze. Een daarvan is O. laeviceps, die in dezelfde kuststreek leeft als O. unguicularis.
|                                                    |  |                                         |
| Onymacris unguicularis verzamelt water uit de mist |  | Museumexemplaar uit Walvisbaai, Namibië |